# Consejo de los Cien
El Consejo de los Cien o Consejo de los 104 (en griego: γερουσια, 'gerusía') era un comité selecto que dirigía todos los procesos del Gran Consejo de Cartago. 
En la República romana era conocido como el Senado de Cartago, por asimilación a sus órganos propios de gobierno. Se trataba sin duda del órgano gubernamental con más poder de la ciudad, compuesto en su totalidad por poderosos aristócratas. 
Sus funciones se orientaban más a prevenir la acumulación de poder en manos de individuos ambiciosos, que a aumentar los derechos civiles o mejorar las condiciones sociales del pueblo púnico.